# ライフサポーター あなたを守る防災ラジオ
ライフサポーター あなたを守る防災ラジオ（ライフサポーター あなたをまもるぼうさいラジオ）は、福岡県在局のラジオ局が共同制作、放送した特別ラジオ番組。同じ放送エリアにある民間放送ラジオ局全局によるサイマル放送は日本のラジオ史上初。2006年3月20日にその第1回目が放送され、その後毎年同じ時期に放送されている。

## 概要
2005年3月20日午前10時53分に発生した福岡県西方沖地震により、福岡県は死者1人、重軽傷者1,000人以上、また約9,000棟もの建物が全壊あるいは損壊を受け3,000人以上が避難し、その中には発生から1年を過ぎても避難生活を強いられる人がいるなど、人的にも物的にも多大な被害を受けた。そのため、この地震での経験を風化させず、県民の防災意識を高める趣旨のもと、福岡在局の民間放送ラジオ5局（RKB毎日放送、KBC九州朝日放送、FM FUKUOKA、CROSS FM、LOVE FM）によりこの番組が共同制作され、地震から1年目にあたる2006年3月20日に第1回目が各局同時生放送された。
2年目にあたる2007年3月20日以降はNHK福岡放送局も番組に加わり同様の趣旨により番組を企画、制作し、毎年3月20日（6年目の2011年は前日の3月19日）に民放5局とNHK福岡放送局、北九州放送局のラジオ第1放送で同時生放送が行われた。ただし2011年以降、同年3月11日に発生した東日本大震災についても放送内容に盛り込むことが多くなったため、2012年以降は3月11日から20日の間に放送されるようになった。

## 放送日時
| 放送回数 | 番組サブタイトル                                         | 放送日        | 民放5局の放送時間 | NHKの放送時間 |
| -------- | -------------------------------------------------------- | ------------- | ----------------- | ------------- |
| 第1回目  | 福岡県西方沖地震から1年                                  | 2006年3月20日 | 12:00～13:00      | 放送なし      |
| 第2回目  | 3.20 ラジオからのメッセージ                              | 2007年3月20日 | 12:00～13:00      | 12:15〜13:00  |
| 第3回目  | 福岡県西方沖地震から3年                                  | 2008年3月20日 | 12:00～12:55      | 12:15〜12:55  |
| 第4回目  | 福岡県西方沖地震から4年 変わったもの・変わらなかったもの | 2009年3月20日 | 12:00～12:55      | 12:15〜12:55  |
| 第5回目  | 福岡県西方沖地震 あれから5年・あの日の教訓               | 2010年3月20日 | 12:00～12:55      | 12:15〜12:55  |
| 第6回目  | （なし）                                                 | 2011年3月19日 | 12:00～12:55      | 12:30〜12:55  |
| 第7回目  | （なし）                                                 | 2012年3月10日 | 12:00～12:55      | 12:15〜12:55  |
| 第8回目  | （なし）                                                 | 2013年3月16日 | 12:00～12:55      | 12:15〜12:55  |
| 第9回目  | （なし）                                                 | 2014年3月8日  | 12:00～12:55      | 12:15〜12:55  |
| 第10回目 | 福岡県西方沖地震から10年〜これまでの歩み、そして今〜     | 2015年3月7日  | 12:00～12:55      | 12:15〜12:55  |
| 第11回目 | （なし）                                                 | 2016年        | 12:00～12:55      | 12:15〜12:55  |
| 第12回目 | 福岡県西方沖地震から12年                                 | 2017年3月4日  | 12:00～12:55      | 12:15〜12:55  |
| 第13回目 | 九州北部豪雨からの教訓                                   | 2018年3月17日 | 12:00～12:55      | 12:15〜12:55  |
| 第14回目 | 〜減災 私たちができること〜                              | 2019年3月16日 | 12:00～12:55      | 12:15〜12:55  |
| 第15回目 | 〜変わる意識とテクノロジー〜                             | 2020年3月7日  | 12:00～12:55      | 12:15〜12:55  |
| 第16回目 | 〜一人ひとりが考える防災〜                               | 2021年3月13日 | 12:00～12:55      | 12:15〜12:55  |
| 第17回目 | 〜災害から子供たちを救うには？〜                         | 2022年3月12日 | 12:00～12:55      | 12:15〜12:55  |
| 第18回目 | ～今日からできること～                                   | 2023年3月11日 | 12:00～12:55      | 12:15〜12:55  |
| 第19回目 | 今備えたい水害対策                                       | 2024年3月9日  | 12:00～12:55      | 12:15〜12:55  |
| 第20回目 | 西方沖地震から20年、つながる未来                         | 2025年3月8日  | 12:00～12:55      | 12:15〜12:55  |

- NHKでは12:00〜12:15（6回目は12:00〜12:30）はNHKニュースを放送。

## 出演者
- 所属の放送局は放送当時のもの。
- 太字はメインパーソナリティを担当、各回のキーステーション所属の出演者が番組進行役を務めた。細字はレポーターを担当。
- 第2回目の放送では、NHKは当初有田雅明が担当する予定になっていたが、放送直前に田中崇裕に変更となった。

| 放送回数 | キーステーション | RKB毎日放送          | KBC九州朝日放送                 | FM FUKUOKA   | cross fm       | LOVE FM       | NHK福岡放送局 |
| -------- | ---------------- | -------------------- | ------------------------------- | ------------ | -------------- | ------------- | ------------- |
| 第1回目  | KBC九州朝日放送  | 斉藤絹子             | 沢田幸二                        | 米岡誠一     | 後藤心平       | ジェフ        | （出演なし）  |
| 第2回目  | cross fm         | 本庄麻里子           | 宮本けいすけ                    | 米岡誠一     | 後藤心平       | スーザン      | 田中崇裕      |
| 第3回目  | RKB毎日放送      | 門馬良               | 逸見明正                        | こはまもとこ | 後藤心平       | ジェイク      | 有田雅明      |
| 第4回目  | FM FUKUOKA       | 本庄麻里子           | 逸見明正                        | 西川さとり   | 八木徹         | ジェイク      | 柴崎行雄      |
| 第5回目  | LOVE FM          | 龍山康朗             | 逸見明正                        | こはまもとこ | 後藤心平       | Yuuki(ユウキ) | 大石真弘      |
| 第6回目  | KBC九州朝日放送  | ラジオカースナッピー | 逸見明正、 ラジオカーひまわり号 | 西川さとり   | コウズマユウタ | Sakiko        | 佐藤洋之      |
| 第7回目  | cross fm         | 富永倫子             | 加納有沙                        | 西川さとり   | TOGGY          | Sakiko        | 佐藤洋之      |
| 第8回目  | RKB毎日放送      | 龍山康朗             | 石井栞                          | こはまもとこ | コウズマユウタ | LUE           | 新井秀和      |
| 第9回目  | FM FUKUOKA       | 壽老麻衣             | 石井栞                          | 西川さとり   | コウズマユウタ | Anna          | 塩田慎二      |
| 第10回目 | LOVE FM          | 本庄麻里子           | 三澤澄也                        | 西川さとり   | 小坂真琴       | Anna          | 塩田慎二      |
| 第11回目 |                  |                      |                                 |              |                |               |               |
| 第12回目 | cross fm         | 下田文代             | 居内陽平                        | 香月千鶴     | 栗田善太郎     | Anna          | 浅野達朗      |
| 第13回目 | RKB毎日放送      | 下田文代             | 岡田理沙                        | 香月千鶴     | コウズマユウタ | Bobby         | 岩元良介      |
| 第14回目 | FM FUKUOKA       | 井口謙               | 和田侑也                        | 香月千鶴     | コウズマユウタ | Anna          | 猪原智紀      |
| 第15回目 | LOVE FM          | 武田伊央             | 太田祐輔                        | 香月千鶴     | コウズマユウタ | Sakiko        | 猪原智紀      |
| 第16回目 | KBC九州朝日放送  | 辻満里奈             | 太田祐輔                        | 香月千鶴     | コウズマユウタ | DJ Alex       | 猪原智紀      |
| 第17回目 | cross fm         | 本田奈也花           | 太田祐輔                        | 香月千鶴     | コウズマユウタ | DJ Alex       | 猪原智紀      |
| 第18回目 | RKB毎日放送      | 田畑竜介             | 太田祐輔                        | 愛智望美     | 坂口カンナ     | Sakiko        | 猪原智紀      |
| 第19回目 | FM FUKUOKA       | 植草峻               | 太田祐輔                        | 愛智望美     | 坂口カンナ     | 佐藤ともやす  | 三戸部聡大    |
| 第20回目 | LOVE FM          | 髙見心太朗           | 太田祐輔                        | 愛智望美     | 岡部来亜       | 佐藤ともやす  | 小林将純      |

## 放送内容
※所属の放送局は放送当時のもの。

### 第1回目（2006年3月20日放送）
- 正式な番組タイトルは「ライフサポーター あなたを守る防災ラジオ 〜福岡県西方沖地震から1年〜」。
- KBC九州朝日放送の第1スタジオから生放送。
- この番組放送後、各局の番組で防災用ラジオのプレゼントがあった。

#### 第1回目のタイムテーブル
12:00 オープニング→スポンサーコール
12:02 CM
12:04 番組の内容紹介など
12:06 玄界島からの中継
- 地震被害が最も大きかった玄界島より、米岡誠一が現地をリポート、島民へのインタビューを伝えた。

12:14 志賀島、西浦地区の状況について
- 沢田幸二が志賀島の現状、斉藤絹子が福岡市西区西浦地区の現状を放送前に取材した状況を伝えた。

12:18 CM
12:20 福岡県在住の外国人へのインタビュー
- ジェフがスタジオに入り、番組前に県内で地震に遭った外国人にインタビューをしたものを紹介した。

12:27 リスナーからのメッセージやユニークな防災グッズの紹介
12:30 CM
12:31 街の中で地震に遭ったときの防災術
- 後藤心平が福岡市中央区の福岡ビル前から中継で、福岡市消防局の職員と一緒に街の中で地震が起こったときの行動などについて紹介した。

12:39 家の中で地震に遭ったときの防災術
- 家で地震に遭った際の行動を紹介したり、西部ガスの職員を迎えて地震時のガスの取り扱いについて説明を受けたりした。

12:44 CM
12:45 玄界島からの中継
- 米岡誠一が再び玄界島から久留米市出身の地元ミュージシャンによる復興支援の演奏の様子や、玄界島復興委員へのインタビューを伝えた。

12:52 リスナーからのメッセージ紹介
12:54 CM
12:55 スポンサーコール→エンディング

### 第2回目（2007年3月20日放送）
- 正式な番組タイトルは「ライフサポーター あなたを守る防災ラジオ 〜3.20 ラジオからのメッセージ〜」。
- CROSS FM北九州本社第1スタジオから生放送。
- 民放5局のみ、この番組放送後の番組で防災用ラジオのプレゼントがあった。
- 番組では「みなさんの防災対策を教えて下さい」というテーマでリスナーからのメッセージも募集したが、届いたメッセージは後述のとおりそのほとんどが12:00～12:15と12:30～12:35の間で紹介されたため、NHKで聴いていたリスナーはメッセージの大半を聴くことが出来なかった。

#### 第2回目のタイムテーブル
12:00 CM→オープニング→スポンサーコール
※NHKは12:00-12:15までNHKニュース
12:03 CM
12:04 番組の内容紹介、リポーターの紹介など
12:10 地震時のガスの取り扱いについて
- 西部ガスの職員を交え災害時のガスの扱い方についての説明を受けた。

12:13 リスナーからのメッセージ紹介
12:15 ここからNHKが同時生放送に加わる
12:16 警固公園からの中継
- 宮本けいすけとスーザンが福岡市中央区天神の警固公園から中継、街頭アンケートの告知をしたり、現在の様子を伝えたりした。

12:20 玄界島からの中継
- 第1回目に続き、米岡誠一が玄界島からのリポート、島民へのインタビューを伝えた。

12:28 リスナーからのメッセージ紹介
12:30 CM（NHKは別内容）
12:31 携帯電話の災害用伝言板サービスについて（NHKは別内容）
- 携帯電話による「災害用伝言板サービス」をNTT DoCoMo九州の職員を交え紹介した。

12:34 リスナーからのメッセージ紹介（NHKは別内容）
※NHKでは12:30-12:35の間、NHKスタジオの女性アナウンサーが田中崇裕を呼び出し、志賀島島民へのインタビューを放送した。
12:35 志賀島からの中継
- 田中崇裕が玄界島同様被害の大きかった志賀島から中継、リポートとインタビューを伝えた。また、同局の有田雅明が前もって収録したインタビューも放送された。

12:43 リスナーからのメッセージや防災グッズの紹介
12:45 警固公園からの中継
- 宮本けいすけとスーザンが再び警固公園から中継、街頭アンケートの結果や公園にいた方へのインタビューを伝えた。

12:53 CM（NHKは別内容）
※NHKでは12:53-12:54の間、女性アナウンサーが「防災ひとくちメモ」を読み上げた。
12:54 エンディング
- 玄海島から避難した玄海小学校の小学生の作文やメッセージも紹介した。

12:58 スポンサーコール→CM（民放5局は実質12:59で放送終了、NHKは別内容）
※NHKでは12:58-13:00の間、再び女性アナウンサーが「防災ひとくちメモ」を読み上げて（12:53時とは別内容）、番組が終了した。

### 第3回目（2008年3月20日放送）
- 正式な番組タイトルは「ライフサポーター あなたを守る防災ラジオ 〜福岡県西方沖地震から3年〜」。
- RKB毎日放送のスタジオから生放送。
- NHKでは前回同様12:00〜12:15は通常通りNHKニュースを放送し、12:15より同時生放送に加わった。またこの日は有田雅明が玄界島より直接レポートを行う予定であったが、福岡市営渡船が強風により運航を見合わせたため玄界島へ渡航出来ず、急遽NHK福岡放送局のスタジオから放送した。
- CROSS FMでは特別番組「元気発進!北九州」（10:00〜18:55）の枠内での放送となった。

### 第4回目（2009年3月20日放送）
- 正式な番組タイトルは「ライフサポーター あなたを守る防災ラジオ 〜福岡県西方沖地震から4年 変わったもの・変わらなかったもの〜」。
- FM FUKUOKAのスタジオから生放送。

### 第5回目（2010年3月20日放送）
- 正式な番組タイトルは「ライフサポーター あなたを守る防災ラジオ 〜福岡県西方沖地震　あれから5年・あの日の教訓〜」。
- LOVE FMのスタジオから生放送。

### 第6回目（2011年3月19日放送）
- KBC九州朝日放送のスタジオから生放送。
- この回は地震当日ではなく、前日の放送となった。
- 番組初の企画としてKBCのラジオカー「ひまわり号」とRKBのラジオカー「スナッピー」が共同でレポートを担当した。
- 番組では防災用ラジオのプレゼントがあった。
- 番組の企画段階では「災害弱者を守るために」というテーマで放送される予定だった[1]。しかし放送直前の3月11日東日本大震災が発生したことを受け、主に地震発生時の対応や防災について伝える内容に差し替えられた。またNHKは、12:15より放送に加わる予定だったが、この大震災発生後正午のNHKニュースの時間枠を拡大して放送していたため12:30からの放送に変更された。

#### 第6回目のタイムテーブル
12:00 オープニング→スポンサーコール
12:02 CM
12:04 番組の内容紹介、リポーターの紹介など
12:08 東日本大震災の関連ニュースを逸見が紹介
12:10 気象予報士の佐藤栄作を迎え、防災に関する重要事項の説明を受ける
12:15 地震発生時のガスの取り扱いについて
- 西部ガスの職員を交え災害時のガスの扱い方についての説明を受けた。

12:21 福岡市防災センターからの中継
- RKBのスナッピーが防災体験の様子や放送の翌日に行われた「防災の日イヴェント」の内容を伝えた。続けてKBCのひまわり号が県庁を取材し東日本大震災の救援物資についてのレポートを伝えた。

12:28 高速道路走行中の地震発生時の心得
- FM FUKUOKAの西川さとりがスタジオに入り、NEXCO西日本九州支社を取材し高速道路走行中に地震が発生した時の対応などについてのレポートを紹介した。

12:30 ここからNHKが同時生放送に加わる
- NHK福岡の佐藤洋之が番組のタイトルと簡単に放送内容を伝え、上記レポートの途中からフェイドインで放送を開始した。

12:34 玄海島のリポート
- 佐藤洋之が玄界島を取材、リポートとインタビューをNHK福岡のスタジオから伝えた。

12:42 災害から身を守るためのポイント
- cross fmのコウズマユウタがスタジオに入り、福岡市消防局を取材し災害に対して日頃からの行いや発生時の対応などについてのレポートを紹介した。

12:47 リスナーからのメッセージを紹介
12:48 CM→スポンサーコール（NHKは別内容）
- NHKでは12:48～12:50の間、佐藤洋之が玄界島で活躍している子どもたちの様子を伝えた。

12:50 エンディング
12:54 民放5局は放送終了（NHKは別内容）
- NHKでは12:54～12:55の間、佐藤洋之が玄海島からのメッセージを伝え、東日本大震災の義援金に対するお知らせを読み上げて番組が終了した。

### 第7回目（2012年3月10日放送）
- cross fm北九州スタジオ（cross fm YU YU HOME STUDIO）から生放送。
- この回は前年3月11日に発生した東日本大震災から1年になるのに合わせ、3月10日の放送となった。
- 出演者のうち富永倫子、西川さとり、Sakikoはスタジオには登場せず前もって録音された音声での参加となった。また佐藤洋之はNHK福岡放送局のスタジオからレポートを伝えた。
- ゲストパーソナリティとして、佐藤竹善とこの番組のパーソナリティも務めた後藤心平が登場した。

### 第8回目（2013年3月16日放送）
- RKB毎日放送のスタジオから生放送。
- ゲストパーソナリティとして、清水国明と群馬大学教授の片田敏孝が登場した。

### 第15回目（2020年3月7日放送）
- ソラリアプラザ1FにあるLOVE FM パークサイドスタジオ(通称「ラブスタ」)より公開生放送。
- NHK福岡の猪原智紀はNHK福岡放送局のスタジオより、事前に収録した福岡市・山王公園にある「山王雨水調整池」からのレポートを伝えた。

### 第16回目（2021年3月13日放送）
- KBC九州朝日放送のスタジオから生放送。

### 第17回目（2022年3月12日放送）
- cross fm北九州スタジオ（cross fm YU YU HOME STUDIO）から生放送。
- 早田蛍（気象予報士・防災士）がゲスト出演。

### 第18回目（2023年3月11日放送）
- RKB毎日放送のスタジオから生放送。
- 辻直美（国際災害レスキューナース）がゲスト出演。

### 第19回目（2024年3月9日放送）
- FM FUKUOKAのスタジオから生放送。
- 塚原健一（九州大学教授）がゲスト出演。

## スポンサー
- 第1回目 国土交通省九州地方整備局、九州電力、西部ガス、西日本シティ銀行、郵便局、福岡市（提供クレジットは斉藤絹子が読み上げた）
  - スポンサーのクレジットにはなかったが、番組中には北九州市の防災を呼びかけるCMも放送された。
- 第2回目 九州電力、西部ガス、西日本シティ銀行、福岡県（提供クレジットは本庄麻里子が読み上げた）
- 第4回目 西日本シティ銀行、九電工、西部ガス、九州電力、福岡市（提供クレジットは西川さとりが読み上げた）
- 第5回目 西日本シティ銀行、九電工、西部ガス、九州電力、福岡市（提供クレジットはYuukiが読み上げた）
- 第6回目 九電工、西日本シティ銀行、西部ガス、福岡市（提供クレジットは逸見明正とSakikoが交互に読み上げた）
- 第7回目 九電工、西部ガス、福岡市（提供クレジットはTOGGYが読み上げた）

## エピソードなど
- 大都市圏ではAM、FMが多局化しているが、同一都道府県内で同じラジオ放送が行われることはほとんどない。しかし、福岡県在局の民放ラジオ局ではこの番組の他にも過去1～2年に1回の割合で、また地震後ほぼ半年から1年に1回の割合で（この番組を含めて）サイマル放送を行っており（但し、放送日時によっては参加しない放送局もある。また過去には、福岡県内のコミュニティFMが加わったこともあった）、また2006年8月25日に起きた福岡海の中道大橋飲酒運転事故の後には全局で飲酒運転撲滅キャンペーンを行うなど、他の都道府県ではまず見られない放送形態の土壌が出来上がっている。
- 第2回目の放送では当初、第1回目と同様民放5局で放送予定だったが、その後NHKの参加が決定し、同一都道府県内のラジオで全く同一の番組が放送される、またNHKを中心にするのでなく民放主導型のサイマル放送であるなど、放送史上あまり前例を見ない番組となった。以後の放送でも民放5局が主導権を握っている。
- 第2回目の放送の様子は当日夕方、RKBテレビのニュースでも放送された。
- 番組ではリスナーからのメッセージをFAXとEメールで募集したが、その際FAXはキーステーションとなる放送局のFAX番号が使用され、メールアドレスは番組専用のものが準備された。その専用メールアドレスのアカウントは「bousai」でドメインはキーステーションとなる放送局のドメインであった。但し4回目のみアカウントは「change」が使用された。また番組のホームページがそれぞれキーステーションとなる放送局のホームページの中に開設されたが、cross fmがキーステーションとなった7回目のみ番組ホームページはKBCラジオのホームページ内に設置された。
- 東日本大震災発生直後の放送となった第6回目の放送では、急遽番組終了後に出演者が東日本大震災の義援金を募る街頭募金を行うことが決定し、放送当日の14:30〜17:00に福岡市の福岡三越内にあるライオン広場にて募金活動を行った。この際の募金は957,583円にものぼり、その金額と集まった義援金を3月22日にKBCの長崎真友子やRKBの中西一清らが福岡県庁へ届けたこと、またこの義援金は社会福祉法人中央共同募金会を通じて東日本大震災の被災地の復興支援などに使用されるとの旨が、各局のワイド番組で報告された。